# Нагольно-Тарасовская волость
Наго́льно-Тара́совская во́лость — историческая административно-территориальная единица Миусского, затем Таганрогского округа Области Войска Донского с центром в слободе Нагольная.
По состоянию на 1873 год состояла из слободы и 3 посёлков. Население — 3147 человек (1601 мужского пола и 1546 — женского), 477 дворовых хозяйств и 9 отдельных дворов.
Поселения волости:
- Нагольная — слобода у реки Нагольная в 170 верстах от окружной станицы и за 35 верст от Есауловской почтовой станции, 1596 человек, 226 дворовых хозяйства и 2 отдельных дома, в хозяйствах насчитывалось: 78 плугов, 162 лошади, 315 пар волов, 2072 овцы;
- Должанско-Харитонов — посёлок у реки Должик за 180 верст от окружной станицы и за 45 верст от Есауловской почтовой станции, 653 человека, 116 дворовых хозяйств и 6 отдельных домов;
- Карпово-Крепенское — посёлок у реки Крепенькая за 177 верст от окружной станицы и за 42 версты от Есауловской почтовой станции, 523 человека, 81 дворовое хозяйство и отдельный дом;
- Калинивское — посёлок у реки Крепенькая за 177 верст от окружной станицы и за 42 версты от Есауловской почтовой станции, 375 человек, 54 дворовых хозяйства.

Старшинами волости были: в 1905 году — Михаил Иванович Чеботарёв, в 1907 году — Пётр Хомич Кузьменко, в 1912 году — С. Г. Дворовый.